# بوآی درختی آمازون
بوآی درختی آمازون (نام علمی: Corallus batesii) نام یک گونه از تیره اژدرماران است.